# قيقب
القَيْقَب أو الأسفندان أو الجَرْمَشَق جنس نباتي يوجد منه حوالي 125 نوعاً معظمها من الأشجار أو الشجيرات، ينمو في المناطق الشمالية في روسيا وأوروبا وكندا وغيرها. يسمى (بالإنجليزية: Maple)‏. كان سابقاً يصنف ضمن الفصيلة القيقبية إلى أن وضعت هذه الفصيلة عام 2009 ضمن الفصيلة الصابونية حسب نظام المجموعة الثالثة لعلم تطور سلالات مغطاة البذور.
في 15 فبراير 1965 اتخذت كندا شعاراً لها من الورقة التي يتغير لونها في الخريف.

## الوصف النباتي

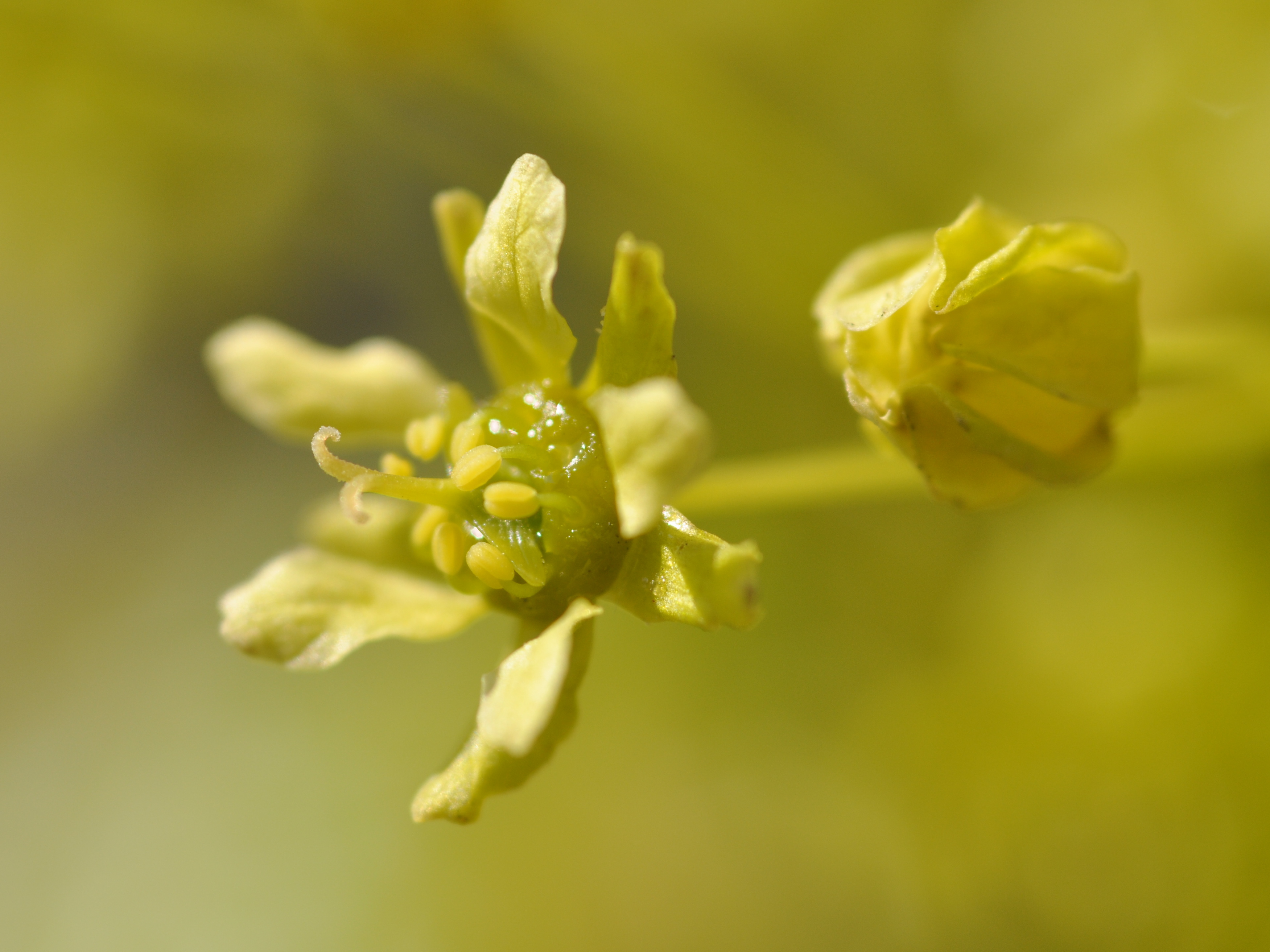
زهور القيقب النرويجية في باهرنفيلد، هامبورغ

أغلب أنواع القيقب من الأشجار النفضية (أي التي تنفض أوراقها كل عام في نهاية الموسم)، وأنواع قليلة منها دائمة الخضرة، تنمو غالباً في آسيا. بعض أنواعها صغيرة ولا يزيد ارتفاعها عن 12 متراً. وهي أشجار قصيرة وتسمى جنبة (وهي كل شجرة يقل طولها عن 4 أمتار)، ولكن بعض الأنواع يكسر تلك القاعدة ويصل ارتفاعه إلى 30 متراً.
وتنمو أوراق القيقب في أزواج، كل ورقة في عكس اتجاه الأخرى. وهي ذات فلقتين ولها ألوان جذابة في الخريف. وتسمى ثمار القيقب بالثمار المجنحة أو الجناحية (حيث يمتد غلافها على شكل جناح رقيق طويل، وتعرف أيضاً باسم سمارا). وقد جعلتها أوراقها وألوانها الجميلة في الخريف من نباتات الزينة المشهورة.

## أنواعه
- القيقب الأحمر (باللاتينية: Acer rubrum) الذي ينمو في أمريكا الشمالية.
- القيقب الأحمر العروق (باللاتينية: Acer rufinerve)
- القيقب الأمرد (باللاتينية: Acer glabrum)
- القيقب الإيبيري (باللاتينية: Acer ibericum)
- القيقب الإيطالي (باللاتينية: Acer opalus)
- القيقب البنسلفاني (باللاتينية: Acer pensylvanicum)
- القيقب التتري (باللاتينية: Acer tataricum)
- القيقب التركماني (باللاتينية: Acer turcomanicum)
- قيقب ثلاثي الشعب (باللاتينية: Acer buergerianum)
- قيقب جبل الشيخ (باللاتينية: Acer hermoneum)
- القيقب الجلدي (باللاتينية: Acer caesium)
- قيقب حقلي (باللاتينية: Acer campestre)
- القيقب الخماسي الأوراق (باللاتينية: Acer pentaphyllum)
- القيقب الدائري (باللاتينية: Acer circinatum)
- القيقب الدائم الخضرة (باللاتينية: Acer sempervirens)
- القيقب الدرعي (باللاتينية: Acer tegmentosum)
- القيقب الدلبي (باللاتينية: Acer circinatum)
- القيقب الدلبي الكاذب (باللاتينية: Acer pseudoplatanus)
- القيقب الرقيق الأوراق (باللاتينية: Acer tenuifolium)
- القيقب الرمادي (باللاتينية: Acer griseum)
- القيقب السكري (باللاتينية: Acer saccharum)
- القيقب الشعري (باللاتينية: Acer pilosum)
- القيقب الشيطاني (باللاتينية: Acer diabolicum)
- القيقب ضخم الأوراق (باللاتينية: Acer macrophyllum)
- القيقب العريض الأوراق (باللاتينية: Acer obtusifolium) أو القيقب السوري (باللاتينية: Acer syriacum)
- القيقب الفضي سريع النمو
- قيقب كابادوكيا (باللاتينية: Acer cappadocicum)
- القيقب الكفي (باللاتينية: Acer palmatum)
- قيقب كبير الأسنان (باللاتينية: Acer grandidentatum)
- قيقب مانيتوبا (باللاتينية: Acer negundo)
- القيقب المخملي (باللاتينية: Acer velutinum)
- القيقب المدبب (باللاتينية: Acer acuminatum)
- القيقب المنتفخ العروق (باللاتينية: Acer pubinerve)
- القيقب المنشوري (باللاتينية: Acer mandshuricum)
- قيقب مونبلييه (باللاتينية: Acer monspessulanum)
- القيقب النرويجي وموطنه أوروبا.
- قيقب وبري الثمار (باللاتينية: Acer grandidentatum)
- القيقب الياباني (باللاتينية: Acer nipponicum)

## شراب الاسفندان
يستخرج من القيقب السكري شراب الإسفندان (بالإنجليزية: Maple Syrup)‏ وهو نسغ (عصارة) سكري ذو لون بني ذهبي يستخرج من سوق القيقب السكري المعروف باسم القيقب الأمريكي بالتقطير في بداية فصل الربيع. يستعمل هذا الشراب في صناعة الحلوى، وفي إكساب الأطعمة والمشروبات نكهة طيبة. وقد تزرع للاستفادة من أخشابها في أوروبا واليابان وأمريكا الشمالية. تعد أشجارها ثمينة القيمة بسبب الطلب عليها، إذ تستخدم للزينة والتظليل.

## معرض الصور

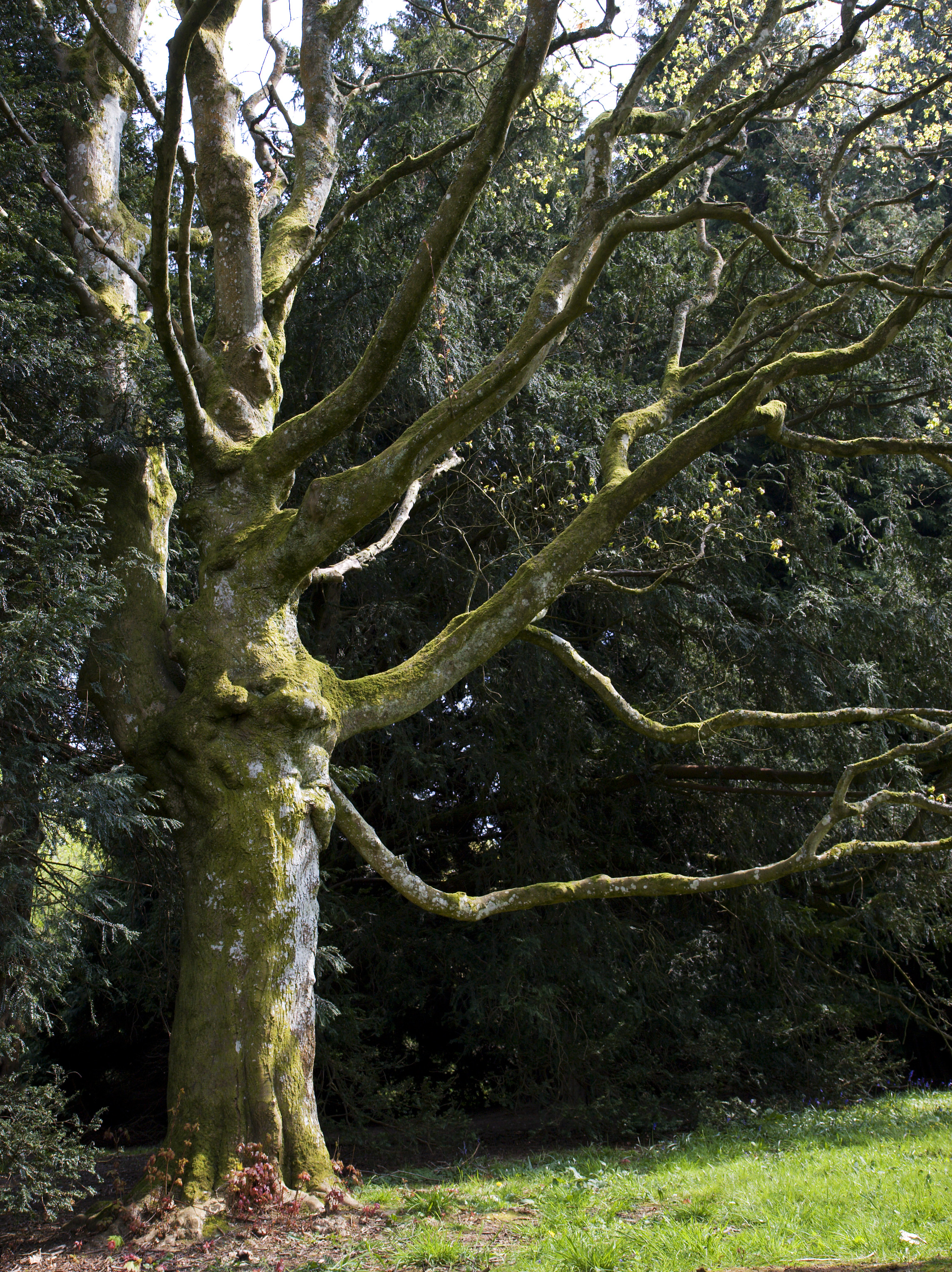
قيقب كابادوكيا
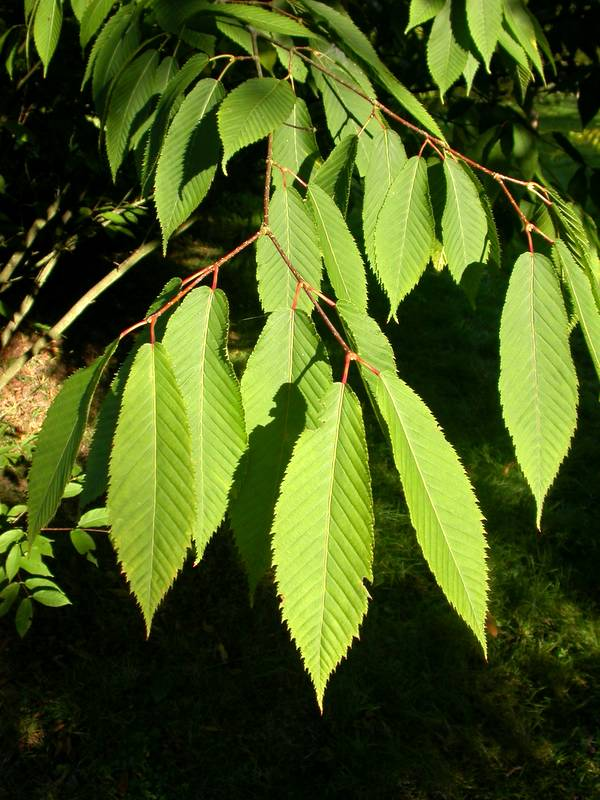
Acer carpinifolium leaves
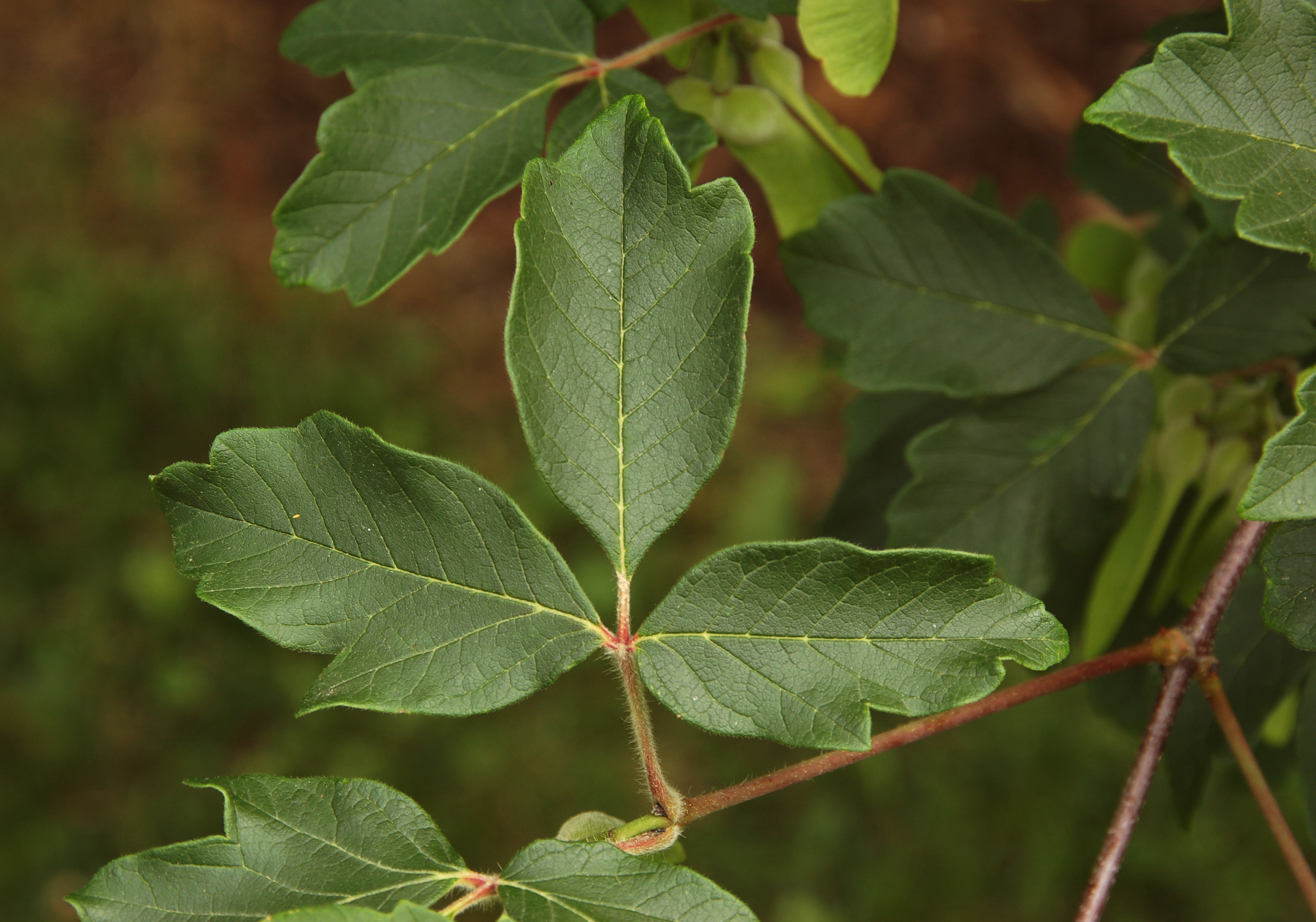
أوراق القيقب الصيني المركبة
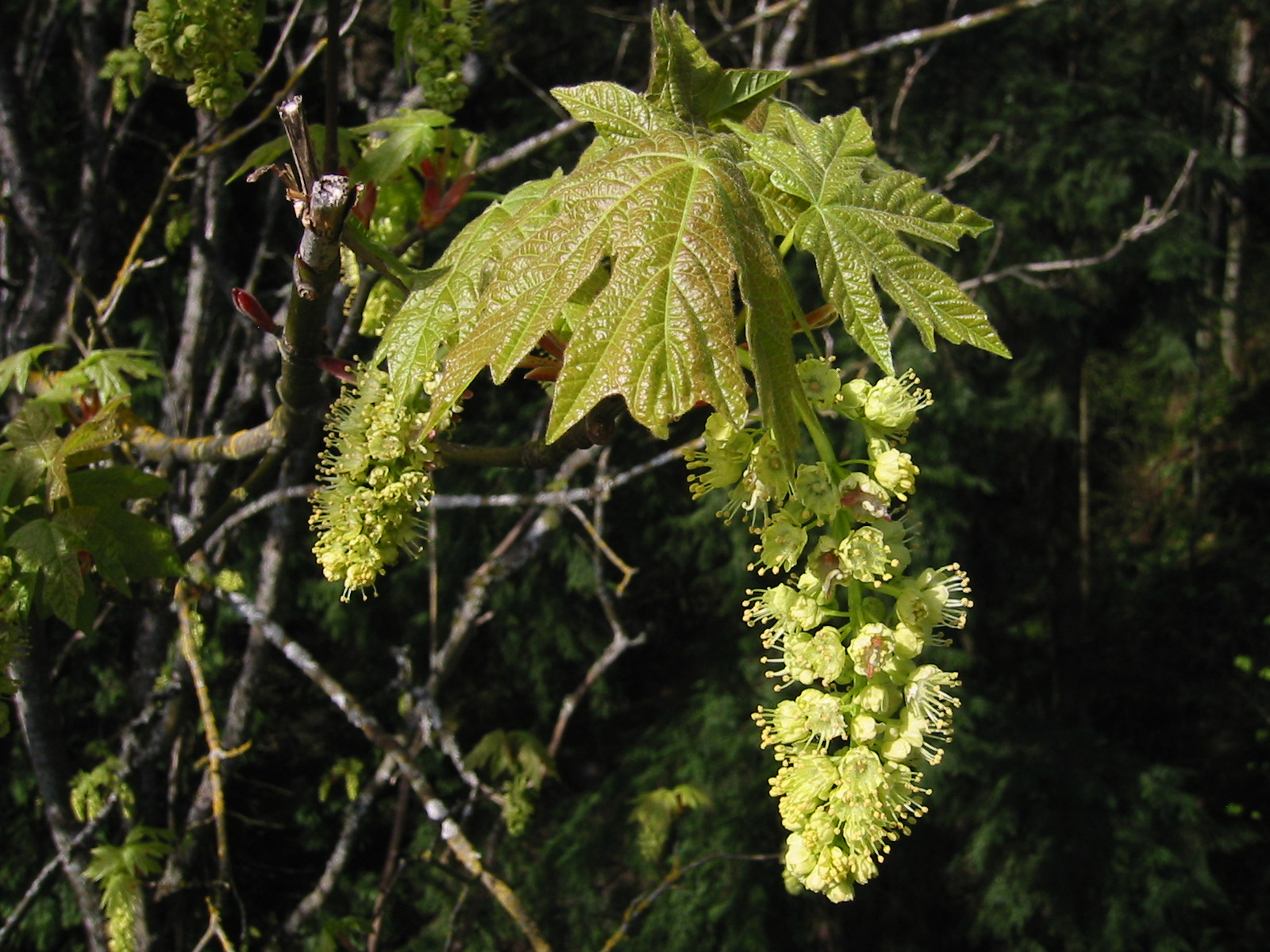
أوراق القيقب ضخم الأوراق
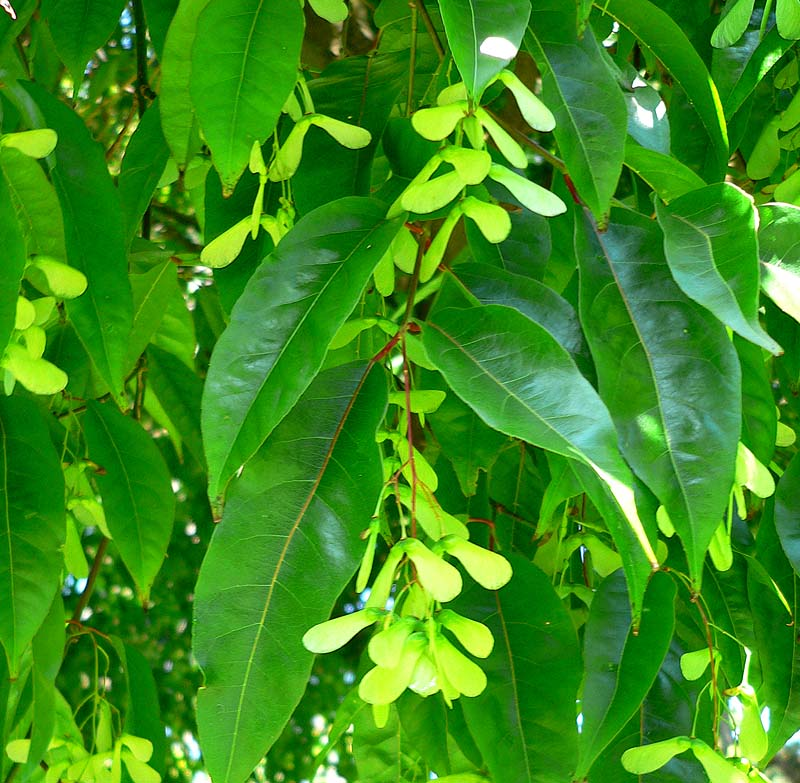
Acer laevigatum leaves and fruit
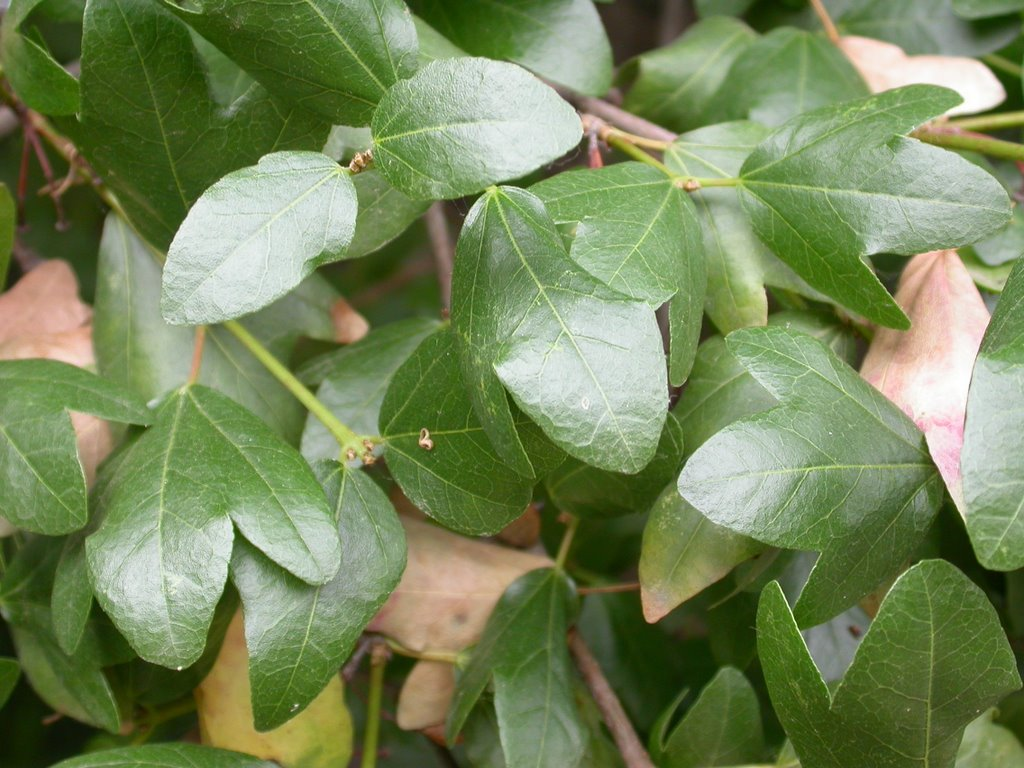
قيقب دائم الخضرة foliage
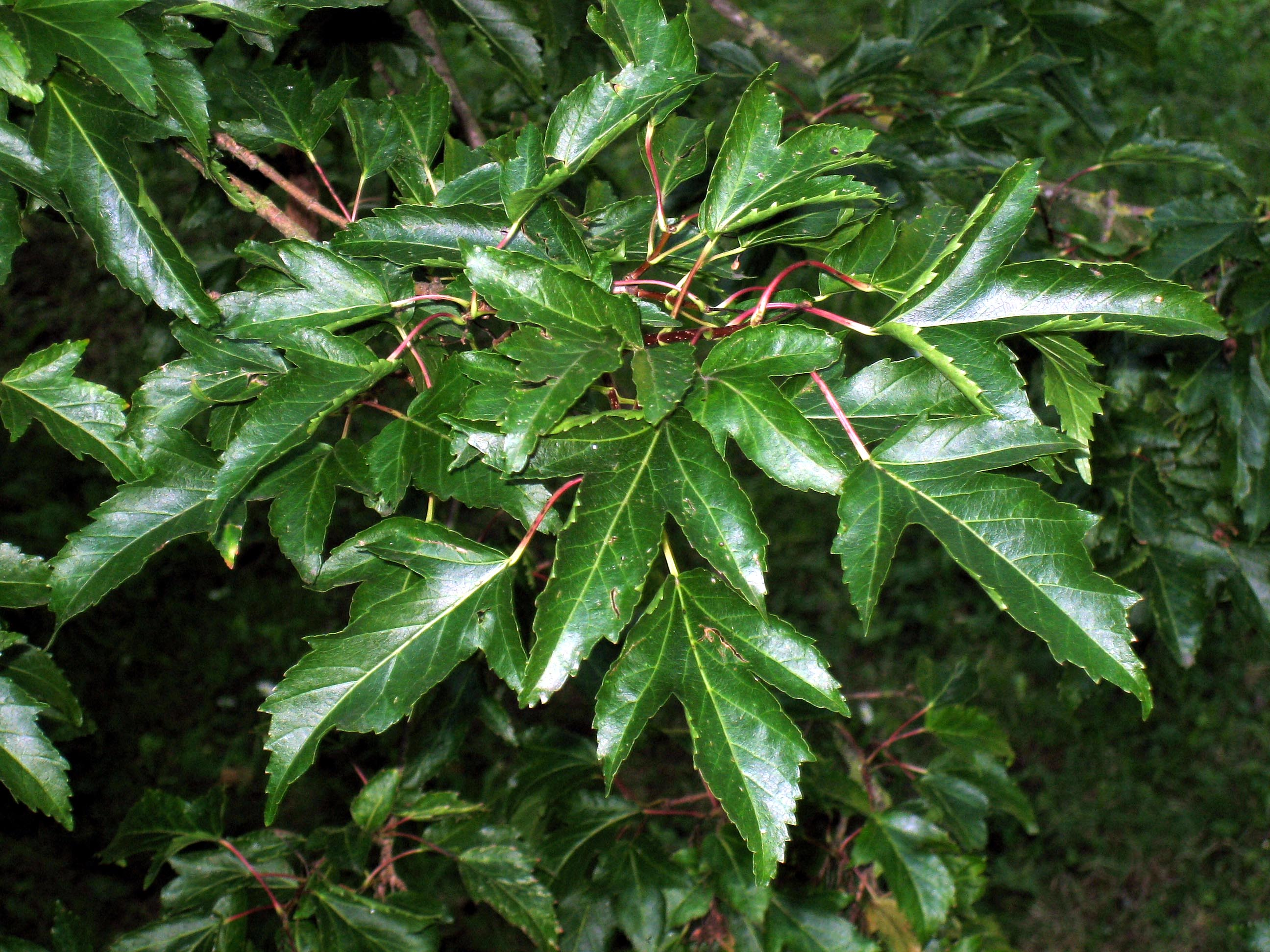
Acer ginnala foliage
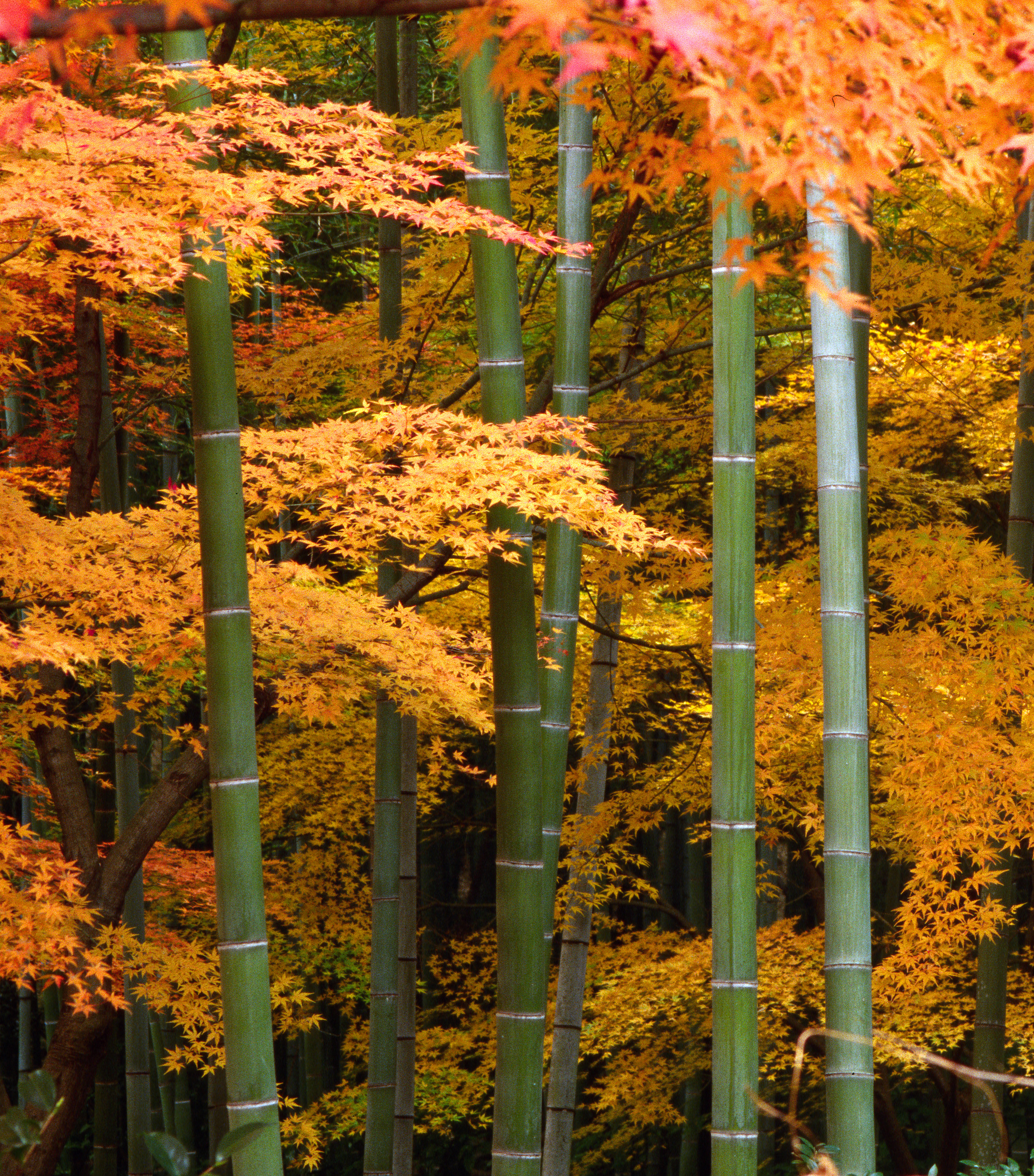
أشجار قيقب ياباني في اليابان
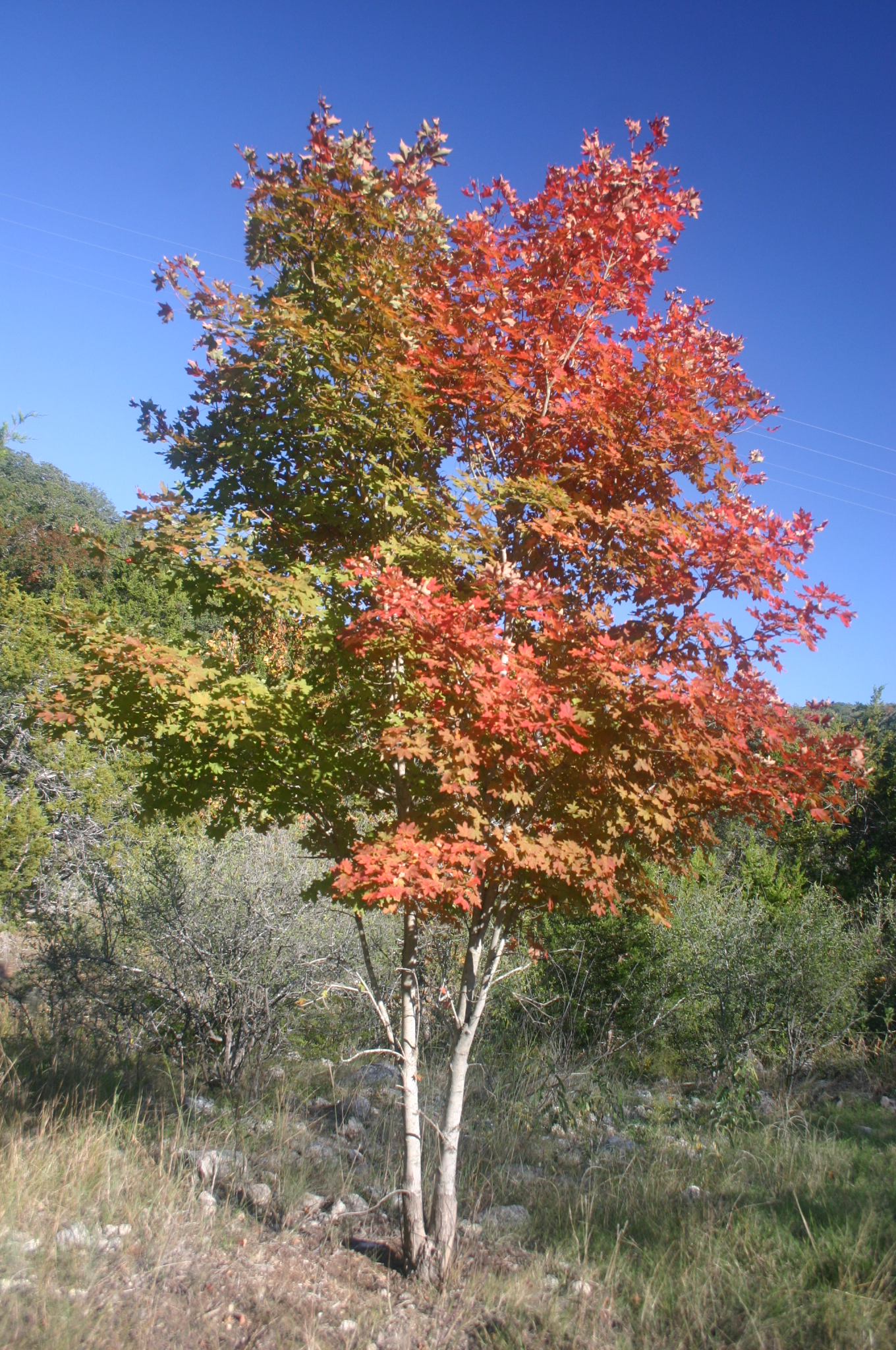
لون أوراق القيقب ذي الأسنان الكبيرة في الخريف
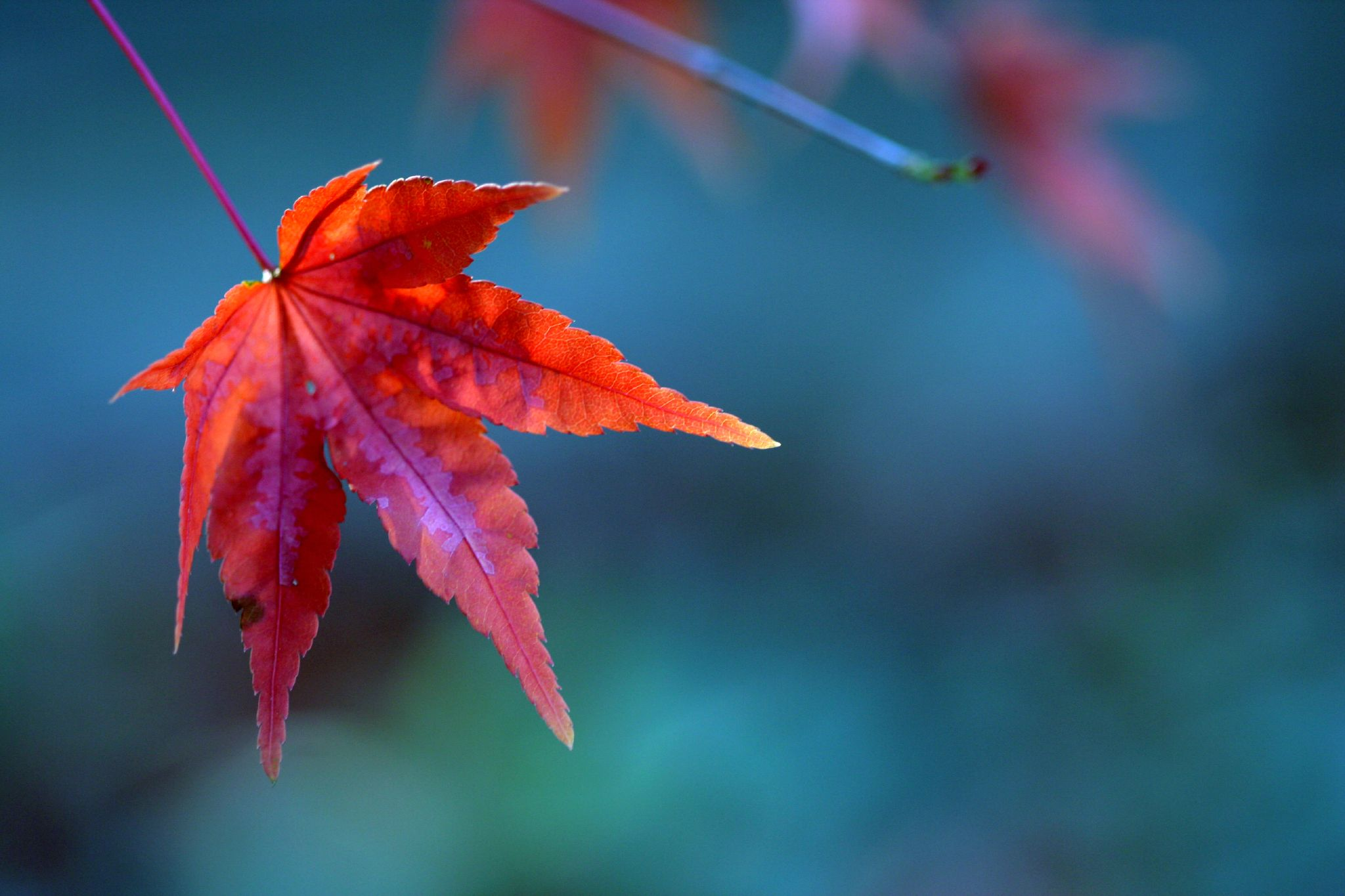
أوراق قيقب ياباني في الخريف